# Grindheim
Grindheim est une localité et une ancienne commune norvégienne du comté de Vest-Agder. 

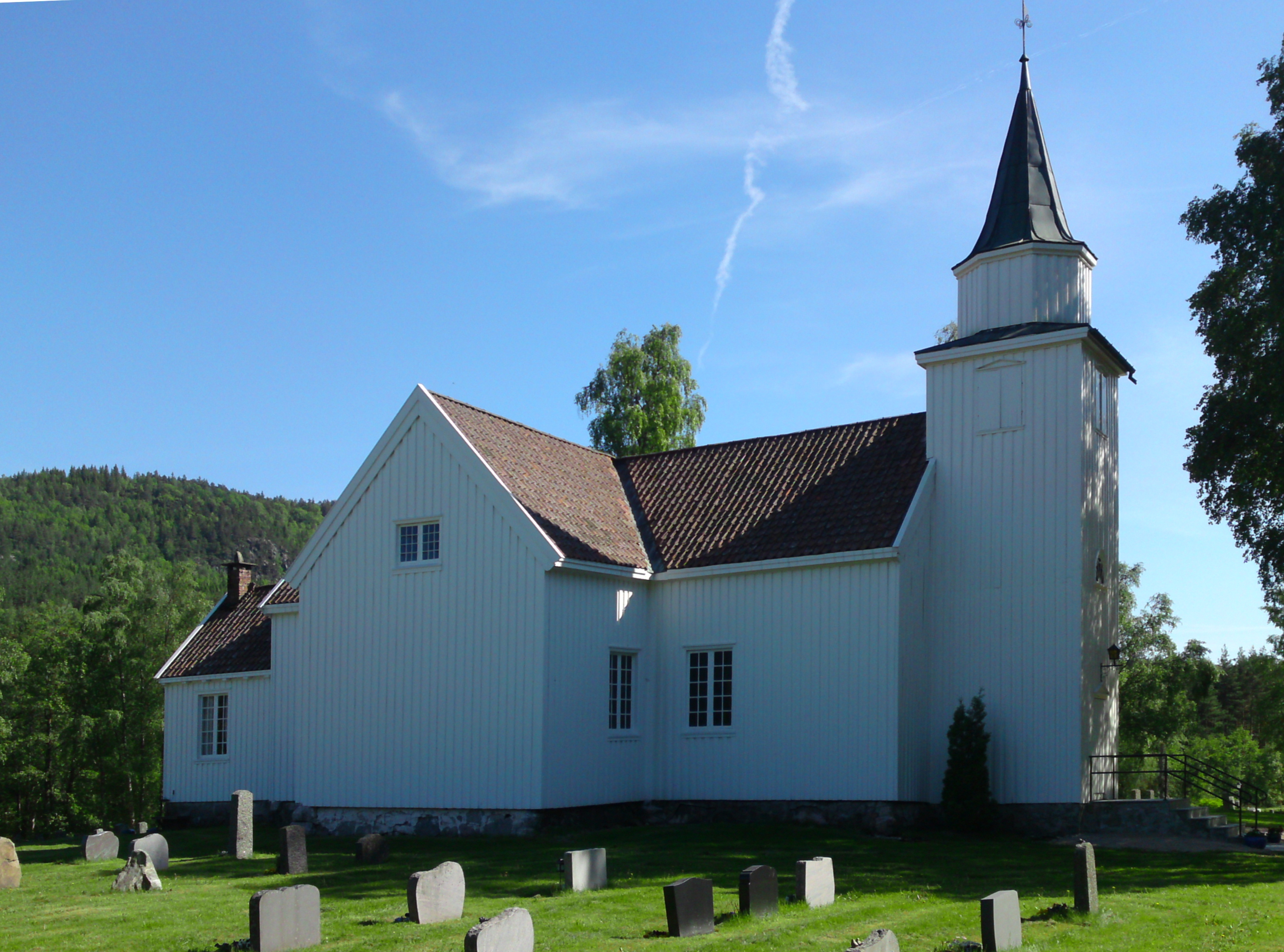
Vue de l'église municipale

De 1837 à 1901, Grindheim était une partie de la commune de Bjelland og Grindheim. Cette commune a existé de 1837 à 1901. À partir de 1902 les deux localités sont séparées et ne se sont jamais  retrouvées ensemble depuis. 
De 1902 à 1963, Grindheim forme une commune à elle toute seule.
En 1964, Grindheim, Konsmo et une partie de Bjelland sont réunis pour former la commune d'Audnedal.
Le 1er janvier 2020, Audnedal fusionne avec la commune de Lyngdal.